# Сковорода (поема-симфонія)
«Сковорода» — поема-симфонія українського поета Павла Тичини, перший варіант якої написано в 1920—1922 рр., надруковано наприкінці 1922-го в газеті «Вісті», в середині 1923-го — в журналі «Шлях мистецтва». За визначенням дослідників новітньої літератури, поема відбиває дух періоду національно-визвольної поразки. Науковці вважають, що поема — один із найкращих зразків високого поетичного стилю в українській ліриці першої третини ХХ ст. У поемі органічно відбилися не тільки новаторські пошуки молодого поета в царині поєднання ліро-епічного мислення і музичності народної пісні та глибокий спалах імпульсивних переживань художнього героя, розчарування якого суголосні із трагедією українства в часи «червоного терору», але й останні надії народу на визволення у відчайдушній боротьбі.

## Жанр та композиція твору
Поема-симфонія — синтетичне жанрове утворення. Симфонією називають найбільшу музичну форму серед оркестрової музики, що складається, як правило, з чотирьох рівнозначних частин, що мають відмінну тональність. Романтична симфонія привнесла певні новаторські елементи, запозичені з деяких народнопісенних форм: героїко-драматичний пафос, баладність, природну експресію, визначальні лейтмотиви, сконденсоване звучання. П.Тичина намагався досягнути на зіткненні різновекторних величин гармонійного поєднання поетичної та музичної основ. Під поемою-симфонією розуміють «великий за обсягом ліро-епічний твір зі специфічними смисловими центрами, внутрішньо вмотивованими характерами, діями й подіями, які у поєднанні з народнопісенними традиціями підкорені драматичним колізіям, відповідаючи задумові й концепції художнього твору».
Глибока обізнаність П.Тичини з класичними симфонічними творами М.Лисенка, М.Колачевського, П.Сокальського та ін. вплинула на композицію поеми. За своєю будовою поема-симфонія «Сковорода» складається з чотирьох частин: Allegro giocoso, Grave, Risoluto, Finale. Перша частина виконує функції експозиції, вона містить кілька гармонійно поєднаних між собою тем та сповнена певної життєрадісності, схвильованості, динамічного руху. Друга частина твору здебільшого спокійна та вибудувана на зіставленні основної та додаткової ліній сюжету. Їй притаманні внутрішня експресія та глибокий ліризм. У третій частині кардинально змінюється темпоритм, динаміка, активність дії. У завершальній (четвертій) частині сюжетна лінія досягає апогею, а також підтверджує наявність кількох тем, які доповнюють одна одну. Поема-симфонія «Сковорода» має новаторську поетичну форма, яка цілком відповідає класичним уявленням про будову музичного твору.

## Літературознавчі дослідження
Лавриненко Юрій. Павло Тичина і його поема «Сковорода» на тлі епохи. (Спогади і спостереження). Нью-Йорк, 1980. Видавництво “Сучасність”.

Обкладинка (автор Лариса Лавриненко)

## Видання
У 1971 році поема-симфонія Сковорода Павла Тичини вийшла у видавництві «Радянський письменник» з передмовою Станіслава Тельнюка «Перед очима душі».